# Années 1930 en sociologie
Ci-dessous figurent les événements relatifs à la Sociologie survenus au cours des années 1930.

## 1930

### Publications
- Sigmund Freud, Malaise dans la civilisation
- Maurice Halbwachs, Les Causes du suicide
- Robert Redfield, Tepozltan: Life in a Mexican Village
- Clifford Shaw, The Jack Roller: A Delinquent Boy, Own Story
- Pitirim Sorokin, Rural Sociology
- Léon Trotsky, Histoire de la révolution russe

### Naissances
- Vytautas Kavolis, sociologue, critique littéraire et historien de la culture lituanien émigré aux États-Unis († 1996)
- 1er août : Pierre Bourdieu, sociologue français († le 23 janvier 2002)
- 1er septembre : Michel Serres, philosophe, sociologue et historien des sciences français, mort en 2019.
- 28 septembre : Immanuel Wallerstein, sociologue américain, mort en 2019.

### Autres
- Fondation de l'École de Francfort
- Howard W. Obum devient président de l'American Sociological Association

## 1933

### Publications
- Célestin Bouglé, Leçons de sociologie sur l'évolution des valeurs
- Alexander Carr-Saunders, The Professions
- Norbert Elias, La Société de cour
- Arnold Gehlen, Theorie der Willensfreiheit (Théorie du libre vouloir ou libre arbitre)
- Arnold Gehlen, Idealismus und Existentialphilosophie (Idéalisme et philosophie existentielle)
- Maurice Hauriou, Aux sources du droit : le pouvoir, l'ordre et la liberté, Caen : Centre de philosophie politique et juridique, 1986. 21 cm, 191 P. Fac-sim. de l'éd. de, Paris : Bloud et Gay,
- Friedrich Hayek, Monetary Theory and the Trade Cycle
- Elton Mayo, The Human Problems of an Industrialised Civilisation
- William F. Ogburn, Recent Social Trends in the United States

### Naissances
- 3 décembre : Ali Shariati, sociologue, philosophe et militant politique iranien († 19 juin 1977)
- René Lourau, sociologue et intellectuel français († 2000)
- Thomas Fararo, sociologue mathématique américain
- Abdelmalek Sayad, sociologue français († 13 mars 1998)

### Autres
- Hans Freyer succède à Ferdinand Tönnies comme président de la Société allemande de sociologie
- Edward B. Reuter devient 23e président de l'Association américaine de sociologie

## 1935

### Publications
- Raymond Aron, La Sociologie allemande contemporaine

## 1936

### Publications
- Norbert Guterman, Henri Lefebvre, La Conscience mystifiée, Paris: Gallimard (nouvelle éd. Paris: Le Sycomore, 1979)
- H.J. Locke, Edwin Sutherland, 24,000 Homeless Men
- Robert Harry Lowie, Traité de sociologie primitive (1re éd. Primitive Society, 1930)
- Karl Mannheim, Louis Wirth, Ideology and Utopia
- Marcel Mauss, Sociologie et Anthropologie, PUF, Paris 1968 (1re éd. 1936)
- Lucio Mendieta y Núñez, Las poblaciones indígenas de América ante el derecho actual
- Gaetano Mosca, History of Political Doctrines
- William F. Ogburn, The Social Effects of Aviation
- Robert E. Park, Human Ecology
- Edward Westermarck, The Future of Marriage in Western Civilisation

### Naissances
- Nicos Poulantzas (ou Nikos) (en grec Νίκος Πουλαντζάς) (mort en 1979)
- Laurie Taylor, sociologue et radio-amateur britannique

### Décès
- 27 avril : Karl Pearson (° 27 mars 1857, Test du χ²)
- 3 mai : Robert Michels, sociologue allemand (° 9 janvier 1876)
- 8 mai : Oswald Spengler, philosophe allemand (° 29 mai 1880)
- 26 juillet : Ferdinand Tönnies, sociologue allemand (° 26 juillet 1855)

### Autres
- 24 juin, fondation de la revue Acéphale par Roger Caillois
- Henry P. Fairchild devient président de l’« American Sociological Association »
- L'« American Sociological Association » commence la publication de l'« American Sociological Review » American Sociological Review)

## 1938

### Publications
- Raymond Aron, Essai sur la théorie de l'histoire dans l'Allemagne contemporaine